# TNA Global Impact!
Global iMPACT!  foi um programa gratuito online de wrestling profissional produzido pela Total Nonstop Action Wrestling, exibito até agosto de 2006. O Global iMPACT! era apresentado pelos repórters da TNA, Jeremy Borash e Christy Hemme e trazia na sua programação "filmagens exclusivas e inéditas, entrevistas, notícias e lutas". Este programa foi revivido como uma série de episódios especiais no canal Spike.

## História

### Segmentos originais
O Global iMPACT! se originou na TNA em 2005 como segmentos que apresentavam o ambiente do iMPACT!, com uma narração de Jeremy Borash. Esses segmentos incluíam empregados da TNA aparecendo em promoções e passeios por diferentes países, e acontecimentos diversos na TNA.

### Show online
Em 24 de abril de 2006, a TNA anunciou que o Global iMPACT! se tronaria um show webcast semanal em 3 de maio de 2006 como parte de um acordo entre TNA e o YouTube. Jeremy Borash foi anunciado como o narrador, com Christy Hemme para co-apesentar a primeira transmissão. O gerente do site da TNA Bill Banks (que ajudou a lançar programas online similares, tais como WWE Byte This! WCW Reload) era esperado para ter um grande papel no show.
Este acordo teve curta duração após a alta audiencia que, causou uma "pane" no servidor do YouTubr, os episódios seguintes foram hospedados no site oficial da TNA. Em 19 de agosto de 2006, o show foi colocado "em espera", sem motivo aparente. Após o ocorrido, a TNA transmitiu o show em foma de um podcast de áudio.

### Revival
Em 14 de dezembro de 2007, a Spike emitiu um comunicado a imprensa, que incluía o fato de que a TNA teria um especial de uma hora, em janeiro, intitulado "Global iMPACT!". O programa trouxe lutas gravadas, envolvendo lutadores da TNA competindo na New Japan Pro Wrestling no pay-per-view Wrestle Kingdom II em 4 de janeiro, Kurt Angle enfrentou Yugi Nagata pela versão da Inoki Genome Federation do IWGP World Heavyweight Championship.O show foi transmitido na quinta-feira, 17 janeiro de 2008, após o episódio semanal do TNA iMPACT!.

### Lançamento em DVD
Em 28 de fevereiro de 2008, foi lançado um especial do Global iMPACT! no Japão em DVD. Ao contrário da transmissão ao vivo do evento, ele contém os sete lutas completas que as estrelas da TNA participaram o January 4th Tokyo Dome. Ele também contém entrevistas nos bastidores antes e depois do evento.

### Global Impact 2: Japão
Em 14 de dezembro de 2008, a TNA oficialmente o Global Impact 2: Japão. O show foi transmitido na Spike TV em 8 de outubro de 2009. Ele apresentou lutas gravadas envolvendo lutadores da TNA durante o pay-per-view Wrestle Kingdom III da New Japan Pro Wrestling. The Motor City Machine Guns (Chris Sabin e Alex Shelley) derrotaram No Limit (Tetsuya Naitō e Yujiro) e  conquistaram o IWGP Junior Heavyweight Tag Team Championship. Kurt Angle, Kevin Nash, Masahiro Chono e Riki Chōshū derrotaram Giant Bernard, Takashi Iizuka, Tomohiro Ishii, e Karl Anderson, e o Team 3D (Brother Devon e Brother Ray) derrotaram The Most Violent Players (Togi Makabe and Toru Yano) em uma luta hardcore pelo IWGP Tag Team Championship.

### Global Impact 3
O Global Impact 3 estreou como um pay-per-view em 24 de fevereiro de 2011 e contou com lutas que envolveram lutadores da TNA no Wrestle Kingdom V em 4 de janeiro de 2011. As lutas envolveram o Beer Money, Inc. (James Storm e Robert Roode) que sem sucesso desafiaram Bad Intentions (Giant Bernard e Karl Anderson) pelo IWGP Tag Team Championship em uma luta three–way, que também incluiu Muscle Orchestra (Manabu Nakanishi and Strong Man). Rob Van Dam derrotou Toru Yano em uma luta hardcore e Jeff Hardy defendeu com sucesso o TNA World Heavyweight Championship contra Tetsuya Naitō.